# Nucleic Acids Research
Nucleic Acids Research, abgekürzt Nucleic Acids Res. ist eine wissenschaftliche Zeitschrift, die vom Oxford-University-Press-Verlag veröffentlicht wird. Die erste Ausgabe erschien im Januar 1974. Derzeit werden 22 Ausgaben im Jahr veröffentlicht. Seit 2005 gewährt die Zeitschrift kostenfreien Zugang zu den Artikeln (Open Access).
Die Zeitschrift veröffentlicht Forschungsartikel, die sich mit physikalischen, chemischen, biochemischen und biologischen Aspekten von Nukleinsäuren beschäftigen. Es werden auch Arbeiten zu Themen wie Genregulierung, Genomintegrität, Reparatur und Replikation, Genomik sowie Molekularbiologie veröffentlicht.
Der Impact Factor lag im Jahr 2014 bei 9,112. Nach der Statistik des ISI Web of Knowledge wird das Journal mit diesem Impact Factor in der Kategorie Biochemie und Molekularbiologie an 20. Stelle von 289 Zeitschriften geführt.
Mit Stand 2025 sind Chefredakteure Julian Sale, MRC Laboratory of Molecular Biology, Cambridge, und Barry Stoddard, Fred Hutchinson Cancer Research Center, Seattle, Vereinigte Staaten von Amerika.